# Distrito de Pristina
Distrito de Pristina es uno de los siete distritos de la República de Kosovo  y es también uno de los mayores y más poblados, en su área está localizada la capital, el distrito se ubica en la zona centro-oriental de la provincia, limitando al este con ``Serbia´´ central, los municipios del distrito son siete.

## Municipios
- Drenas
- Kosovo Polje
- Lipljan
- Novo Brdo
- Obilic o Obilić
- Podijevo
- Pristina o Priština